# Mark 15 (bombe nucléaire)

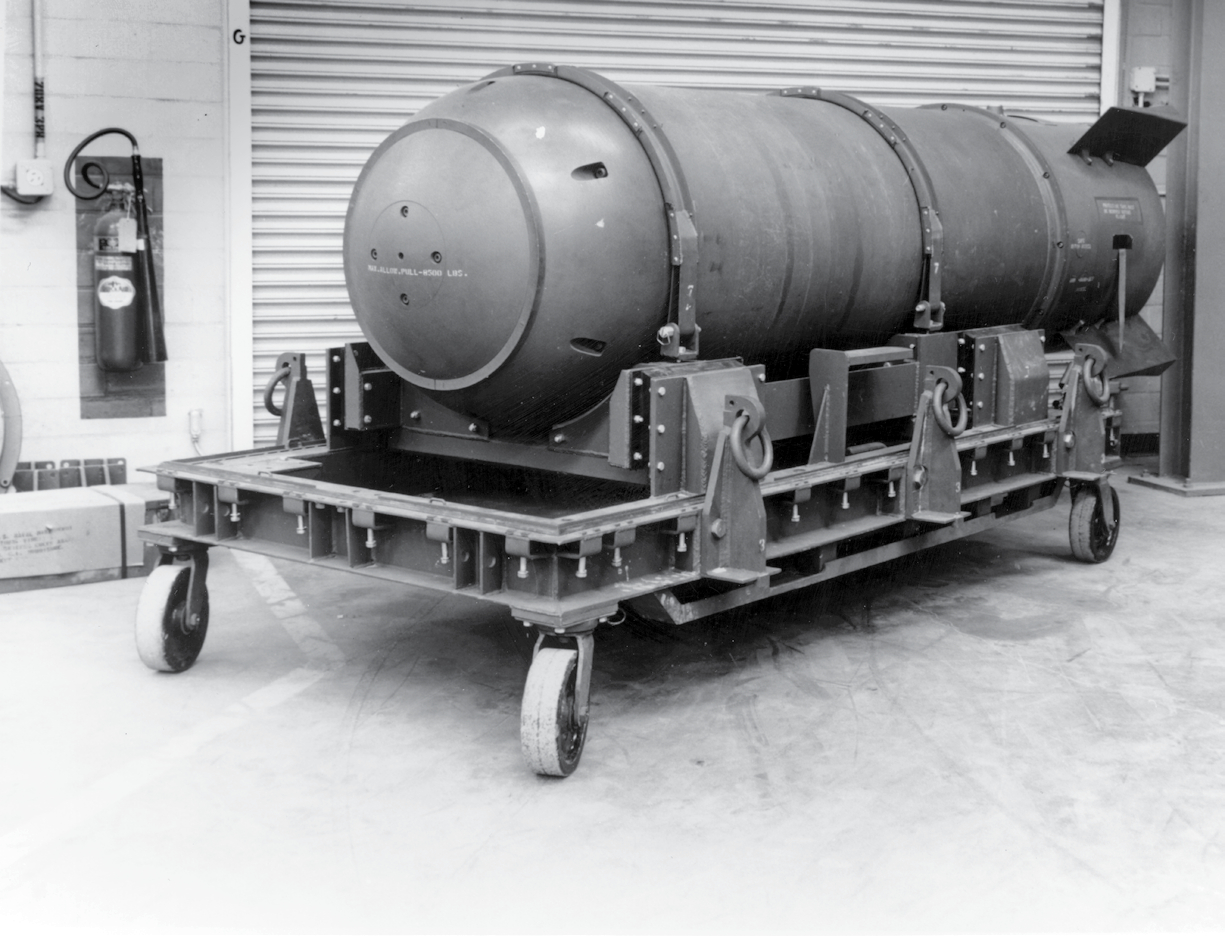
Une bombe Mark 15.

La bombe nucléaire Mark 15 (ou Mk-15) est une bombe thermonucléaire américaine développée dans les années 1950. Avec une masse de 3 450 kg (7 600 lb), c'est la première bombe de ce type relativement légère créée par les États-Unis.
Un total de 1 200 bombes Mark 15 sont produites de 1955 à 1957. Il y a eu trois variantes de production : Mod 1, Mod 2 et Mod 3. Ce modèle est en service de 1955 à 1965.

## Une conception de transition
La bombe Mark 15 est largement décrite comme un modèle de transition entre les bombes à fission et les armes thermonucléaires. La Mark 15 est une arme à étages qui utilise le rayonnement généré par la fission d'un étage primaire pour déclencher la réaction de fusion d'un étage secondaire.
Contrairement à la plupart des bombes thermonucléaires modernes, la majeure partie de l'énergie destructrice de la Mark 15 provient de la réaction de fission. L'étage secondaire est principalement constitué d'uranium hautement enrichi (UHE) autour d'un noyau thermonucléaire. La fission de l'étage primaire entraîne une réaction de fusion dont les neutrons augmentent le rendement des réactions de fission de l'UHE, mais qui génère à elle seule une puissance de fission très important.

## Incidents
Le 5 février 1958 une bombe nucléaire Mark 15 a été perdue au cours d'une mission d'entraînement à la suite d'une collision en vol entre le B-47 la transportant et un chasseur F-86.